# Франклін (округ, Теннессі)
35°09′ пн. ш. 86°06′ зх. д. / 35.15° пн. ш. 86.1° зх. д.
Округ Франклін (англ. Franklin County) — округ (графство) у штаті Теннессі, США. Ідентифікатор округу 47051.

## Історія
Округ утворений 1807 року.

## Демографія
За даними перепису 2000 року загальне населення округу становило 39270 осіб, зокрема міського населення було 11593, а сільського — 27677. Серед мешканців округу чоловіків було 19110, а жінок — 20160. В окрузі було 15003 домогосподарства, 11160 родин, які мешкали в 16813 будинках. Середній розмір родини становив 2,92.
Віковий розподіл населення поданий у таблиці:
| Стать    | До 15 років | 15-21 | 22-29 | 30-39 | 40-49 | 50-65 | 65-85 | Понад 85 |
| -------- | ----------- | ----- | ----- | ----- | ----- | ----- | ----- | -------- |
| Чоловіки | 3750        | 2217  | 1901  | 2534  | 2890  | 3264  | 2378  | 176      |
| Жінки    | 3674        | 2269  | 1788  | 2621  | 2927  | 3455  | 2941  | 485      |

## Суміжні округи
- Коффі — північ
- Ґранді — північний схід
- Меріон — схід
- Джексон, Алабама — південь
- Медісон, Алабама — південний захід
- Лінкольн — захід
- Мур — північний захід

## Виноски
1. ↑  U.S. Decennial Census. United States Census Bureau. Архів оригіналу за 26 квітня 2015. Процитовано 4 квітня 2015.
2. ↑  Historical Census Browser. University of Virginia Library. Архів оригіналу за 11 серпня 2012. Процитовано 4 квітня 2015.
3. ↑  Forstall, Richard L., ред. (27 березня 1995). Population of Counties by Decennial Census: 1900 to 1990. United States Census Bureau. Процитовано 4 квітня 2015.
4. ↑  Census 2000 PHC-T-4. Ranking Tables for Counties: 1990 and 2000 (PDF). United States Census Bureau. 2 квітня 2001. Процитовано 4 квітня 2015.
5. ↑  State & County QuickFacts. United States Census Bureau. Архів оригіналу за 7 червня 2011. Процитовано 29 листопада 2013. [Архівовано 2011-06-07 у Wayback Machine.](англ.) Наведено за англійською вікіпедією.
6. ↑  American FactFinder. Бюро перепису населення США. Архів оригіналу за 26 лютого 2012. Процитовано 31 січня 2008. [Архівовано 2008-05-21 у Wayback Machine.]

| США | Це незавершена стаття з географії США. Ви можете допомогти проєкту, виправивши або дописавши її. |